# Дроп-сет (бодибилдинг)
Дроп-сет (от англ. drop — «сбрасывать» и англ. set — «устанавливать», «назначать») — метод силовых тренировок в бодибилдинге с уменьшением веса отягощения в одном сете и выполнение ещё максимального количества повторений упражнения в пампинговой манере.

## История
Подход снижения сопротивления во время тренировок описал в 1947 году Генри Аткинс (англ. Henry Atkins), редактор журнала «Культура тела» (англ. Body Culture), который назвал его «системой с несколькими фунтами» (англ. multi-poundage system).
В 1980-х годах дроп-сеты стали частью системы Джо Уайдера.

## Пример
В обычном сете при выполнении упражнения «подъём штанги на бицепс», поднимаемый вес начинается, например, с 20 кг гантели, выполняется максимальное количество повторений без значительного ущерба для формы упражнения (траектории движения снаряда). Затем 20 кг веса будет использоваться до предела. Для дроп-сета можно было бы продолжать «пирамиду» вниз столько раз, сколько спортсмен желает, но обычно используется не более чем два-три различных веса, например: 25, 20, 15 кг.

## Вариации
Существует много вариантов использования концепции метода дроп-сета. Один из способов — сделать определённое число повторений с разным весом (без необходимости достижения точки мышечной недостаточности) с увеличением числа повторений каждый раз, когда вес снижается. Количество или процент веса уменьшенного на каждом шаге также является одним из способов выполнения дроп-сета.
Варианты дроп-сетов:
- тройной — дроп-сет из трёх мини-сетов, каждый последующий с меньшим весом;
- четверной — дроп-сет из четырёх мини-сетов, каждый последующий с меньшим весом;
- прогрессивный — последовательность разминочного сета, обычного сета, тройного дроп-сета и четвертного дроп-сета;
- обратный — один подход с наращиванием веса и уменьшением числа повторений на каждый вес, например: 10, 8, 5, 3 и 1 повторение и гантели соответственно 5, 6, 7, 8, 9 кг;
- дроп-суперсет — четверной дроп-сет, в котором каждый из мини-сетов является однонаправленным суперсетом (сетом, в котором делаются разные упражнения на одну группу мышц, например, жим штанги и отжимания от брусьев).

## Предостережения
Каким бы лёгким не казалось выполнение дроп-сета, выполняется обычно не более одного-двух сетов на отдельную группу мышц в течение тренировки. Дроп-сет не используется в качестве долгосрочного режима, его целью является «шокирование» мышц, создание серьёзного кратковременного мышечного стресса, таким образом вызывая дополнительную гипертрофию. Дроп-сет не применяется спортсменами, основная цель которых — выносливость, а не увеличение мышечной массы.